# خانه علیرضا انتظاری
خانه علیرضا انتظاری مربوط به دوره پهلوی اول است و در شهرستان کردکوی، بخش مرکزی، دهستان سدن رستاق غربی، روستای بالا جاده واقع شده و این اثر در تاریخ ۲۲ آبان ۱۳۸۶ با شمارهٔ ثبت ۲۰۰۳۲ به‌عنوان یکی از آثار ملی ایران به ثبت رسیده است.